# 공립 시즈가와병원
공립 시즈가와병원(일본어: 公立志津川病院 고리쓰시즈가와뵤인[*])은 일본 미야기현 모토요시군의 미나미산리쿠정에 있던 정립병원이었다. 2005년 10월 1일 현재의 명칭으로 개업하였다가 2011년 3월 11일 도호쿠 지방 태평양 해역 지진 당시 쓰나미로 파괴되었고 2015년 12월 14일 이 병원의 후신인 정립 미나미산리쿠병원(일본어: 町立南三陸病院)이 개업하여 모든 진료과가 이 병원으로 이전, 폐업하였다.

## 역사
1953년 1정3가무라 국민건강보험 직영조합병원(일본어: 1町3カ村国保直営組合病院)으로 개업, 1955년 시즈가와정, 도쿠라촌, 이리야촌이 합병하면서 시즈가와-우타쓰 조합병원(일본어: 志津川・歌津組合病院)으로 개칭하였다. 1975년 3월 철근 구조 4층 건물로 재건축을 시작하였고 1984년 11월 증축 공사가 완료된 후 공립 시즈가와병원으로 개칭하여 종합병원으로 영업을 시작하였다. 1990년 3월에는 인공투석센터가 건립되었다.
1995년 무렵부터 일본 후생성의 방침으로 일본의 다른 병원들과 마찬가지로 의료비 및 진료비를 낮춰야 해 1999년 산부인과가, 2001년 6월 비뇨기과가 폐쇄되었다. 같은 시기 최소 법정의사수 16명에 미치지 못하는 6명의 의사로만 영업을 하고 있었다. 이 상황에 당시 미야기현 현의회에서 질문을 받은 미야기현 현지사인 아사노 시로는 "생명과 관련이 있는 사안이기 때문에 의사 확보에 전력을 다하겠다"며 미야기현의 문제로 떠오른 적도 있다.
헤이세이 대합병으로 시즈가와정과 우타쓰정이 하나로 합병되면서 미나미산리쿠정이 탄생한 2005년 10월 1일 재개원하였다. 개원 당시에는 일반병상 90석, 요양병상 50석이었으나 2007년부터 일반병상을 76석으로 축소하였다.

### 도호쿠 지방 태평양 해역 지진

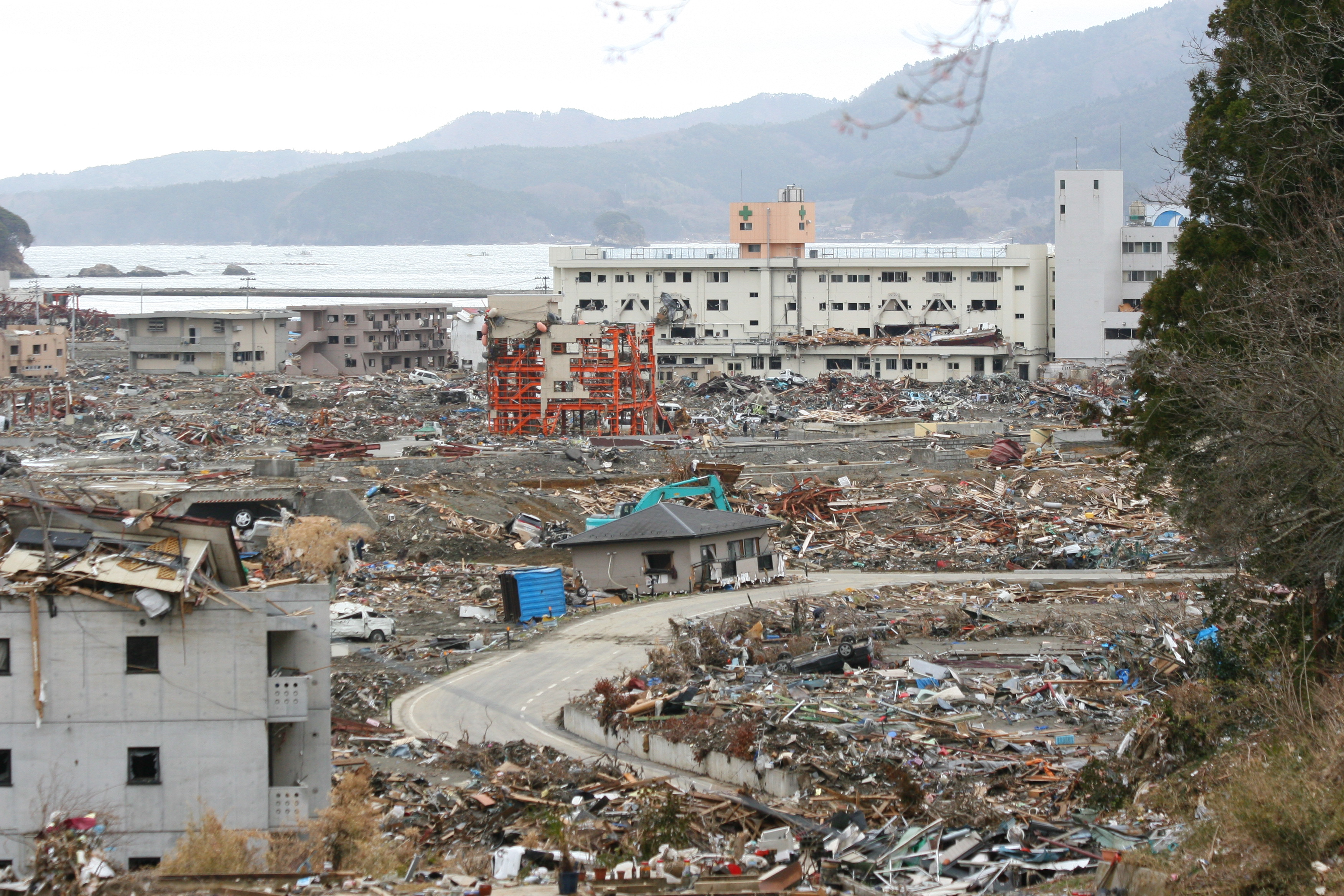
2011년 4월 20일 촬영한, 공립 시즈가와병원 인근의 전경. 쓰나미가 휩쓸어 가 마을이 완전히 파괴되었다.

1960년 5월 일어난 칠레 발디비아 지진 당시 일본 미야기현 연안에 2.8m에 달하는 쓰나미가 몰려와 연안 지역에는 이의 2배가 넘는 5.5m 높이의 제방이 쌓였으며 또 병원도 병실을 해발 고도 약 6m보다 높은 3층에 설치하였으며 철근 콘크리트 구조의 5층 옥상은 자연재해 발생 시 병원 관계자 이외에도 피난을 올 수 있는 쓰나미 피난소로 지정되어 있었다.
2011년 3월 11일 일어난 도호쿠 지방 태평양 해역 지진 당시에는 병원 4층 부분까지 쓰나미로 침수되어 옥상으로 피난을 돕던 간호사 등 병원 직원 4명과 옥상으로 전부 대피하지 못한 입원환자 107명 중 67명이 쓰나미에 휩쓸렸다. 또한 쓰나미로 대피하던 150명 가까이가 병원 옥상에 있었으나 3월 12일 자위대의 헬리콥터로 구조가 되기 전까지 버티지 못한 환자 7명이 저체온증이나 저산소증으로 사망하였다. 완전히 환자를 구출하는 4월 21일까지 총 2주간 진료를 봐 주던 의사 간노 다케시는 마지막까지 남아 있다 구조되었으며 타임 100의 2011년 세계에서 가장 영향력 있는 100인 목록에 선정되기도 하였다.
3월 27일 외국인 의료진으로는 처음으로 도호쿠 지방에 들어온 이스라엘 재해지역 파견팀이 나리타 국제공항을 통해 입국하였으며, 구리하라시 및 미나미산리쿠정의 미나미산리쿠정 스포츠교류촌과 미나미산리쿠정 종합 체육관에 "이스라엘 의료센터"라고 칭한 임시시설에서 3월 29일부터 4월 10일까지 의료 봉사 활동을 하였다. 4월 15일 이스라엘 의료팀이 빠져나온 후, 기존에 있던 임시 시설과 의료 장비를 이용하여 공립 시즈가와병원의 생존한 의사 및 간호사들, 도호쿠 대학 병원 인원들이 모여 임시로 외래진로를 봐 주는 "공립 시즈가와병원 가설진료소"를 세웠다. 재해지역의 의료파견팀이 대부분 4월 말 안에 철수하면서 지역 의료대책본부의 방침으로 5월 14일부터 시즈가와 지역은 공립 미나미산리쿠 진료소가, 우타쓰 지역은 민간의원인 가마타 의원 임시진료소로 의료 인력을 집중시키고 환자들을 위한 셔틀 버스를 운행하기 시작하였다.
지진으로 원래 있던 병원이 완전히 파괴되어 새로운 병원을 건축하기로 결정하였다. 2015년 11월 25일 후계 병원인 미나미산리쿠 병원 건물이 완공되었으며, 12월 14일 10개 진료과 90개 병동의 미나미산리쿠병원이 개원하여 공립 시즈가와병원은 폐원하였다.

## 같이 보기
- 미나미산리쿠정 방재대책청사